# スティーブン・スタントン
スティーヴン・ウォルター・スタントン（Stephen Walter Stanton, 1961年8月22日 - ）は、ドイツ生まれのアメリカ合衆国の俳優、声優、コメディアン、視覚効果アーティストである。
『スター・ウォーズシリーズ』作品でのキャラクターの声などで知られている。